# Эйнер, Ханс
Ханс Эйнер (эст. Hans Einer; 17 июня 1856 — 23 февраля 1927) — эстонский педагог, автор школьных учебников, выдающийся деятель в области культуры и общественной жизни.

## Юность и годы учёбы
Ханс Эйнер родился 17 июня 1856 года на хуторе Кингу волости Уникюла в кихельконде Сангасте.
Уже в 7 лет он читал и начал учиться в волостной школе Уникюла, а затем в Сангасте. Юноша отлично окончил школу, но из-за ранней смерти родителей не мог учиться дальше. Его поддержал владелец мызы Уникюла Балтазар фон Кампенхаузен, благодаря финансовой поддержке которого (120 рублей в год) Ханс смог продолжить учёбу в Валгаской семинарии Яниса Цимзе. Он поступил туда в 1874 году и окончил в 1878 году, успешно сдав экзамены.

## Педагогическая деятельность
После окончания семинарии Ханс Эйнер начал работать школьным учителем в кихельконде Тори. В 1880 году 24-летний молодой человек был назначен руководителем Валгаской городской школы при церкви Святого Петра. Это была первая в истории города школа, в которой обучали на эстонском языке. Вскоре в честь руководителя её стали называть школой Эйнера. Школа просуществовала 37 лет, пока в 1917 году не была закрыта в связи с экономическими трудностями. Более 3000 молодых эстонцев получили в ней начальное образование. На протяжении многих лет Х.Эйнер работал учителем в семинарии Цимзе, Валгаской городской школе, Валгаской женской гимназии, Валгаской реальной школе и Валгаской железнодорожной начальной школе.

## Творчество

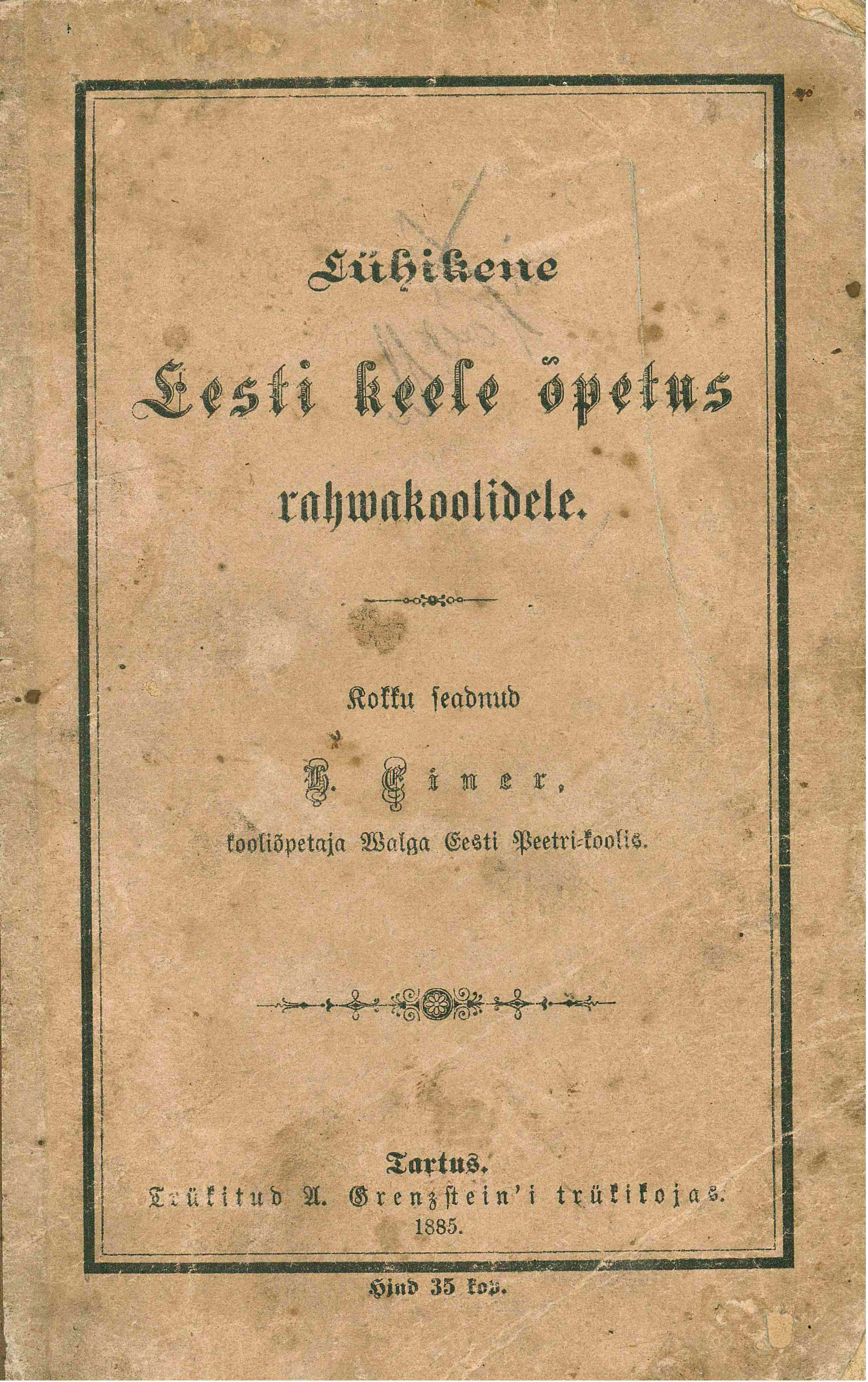
Краткий курс эстонского языка для народных школ, Ханс Эйнер, Тарту, 1885

Работая в школе, Эйнер обратился к писательскому труду. Он был корреспондентом в нескольких газетах и автором школьных учебников. В 1885 году был опубликован его самый значительный труд «Краткий курс эстонского языка для народных школ». Книга дважды переиздавалась. Большой успех имели также учебники «Эстонский язык для начальной школы» и «Эстонский язык в школе». Обе книги переиздавались 8 раз и использовались в школах более полувека. Эйнер внёс значительный вклад в развитие эстонского языка и грамматики. Кроме того, он занимался переводом и с увлечением собирал произведения фольклора.

## Участие в культурной и общественной жизни
Ханс Эйнер активно участвовал в культурной и общественной жизни Валга.
- Под его руководством в 1881 году в Валга была осуществлена первая постановка на эстонском языке (Йоханн Кантсвей «Михкель и Лиза …»).
- В этом же году (1881) Ханс Эйнер основал первый в городе эстонский хор.
- В 1891 году Ханс Эйнер был избран председателем первого в Валга Эстонского общества трезвости.
- В 1902 году Ханса Эйнера выбрали членом совета старейшин общества «Сяде».
- В 1903 году Ханс Эйнер был избран одним из трёх директоров кредитно-сберегательного учреждения «Сяде» (вместе с Й. Мяртсоном и Т.Грюнбергом).
- В 1907 году Ханса Эйнера избрали членом совета представителей Эстонского литературного общества.
- В 1917 году Ханс Эйнер некоторое время был мэром города Валга.
- В 1925 году в уезде Валгамаа был организован первый певческий  праздник. Большая заслуга в этом принадлежит Хансу Эйнеру.

## Семья
Супругой Ханса Эйнера была Марие Когер, дочь Яака Когера, владельца мызы Сеели. У них родилось 8 детей, трое из которых умерли в младенчестве и один в подростковом возрасте. Ханс Эйнер умер 23 февраля 1927 года и похоронен в Валке на кладбище Луке.